# Lijst van voetbalinterlands Ghana - Malawi
Deze lijst van voetbalinterlands is een overzicht van alle officiële voetbalwedstrijden tussen de nationale teams van Ghana en Malawi. De landen hebben tot op heden vijf keer tegen elkaar gespeeld. De eerste ontmoeting was een wedstrijd tijdens de Afrikaanse Spelen 1978 op 28 juli 1978 in Algiers (Algerije). Het laatste duel, een kwalificatiewedstrijd voor de Afrika Cup 2013, werd gespeeld op 13 oktober 2012 in Lilongwe.

## Wedstrijden
| № | Plaats   | Datum            | Competitie                   | Wedstrijd      | Uitslag |
| - | -------- | ---------------- | ---------------------------- | -------------- | ------- |
| 1 | Algiers  | 28 juli 1978     | Afrikaanse Spelen 1978       | Ghana − Malawi | 1 − 0   |
| 2 | Bouaké   | 11 maart 1984    | Afrika Cup 1984              | Ghana − Malawi | 1 − 0   |
| 3 | Manzini  | 5 januari 2010   | Vriendschappelijk            | Ghana − Malawi | 0 − 0   |
| 4 | Accra    | 8 september 2012 | Afrika Cup 2013 kwalificatie | Ghana − Malawi | 2 − 0   |
| 5 | Lilongwe | 13 oktober 2012  | Afrika Cup 2013 kwalificatie | Malawi − Ghana | 0 − 1   |

## Samenvatting
| Competitie              | Totaal gespeeld | Winst Ghana | Gelijk | Winst Malawi | Doelsaldo Ghana – Malawi |
| ----------------------- | --------------- | ----------- | ------ | ------------ | ------------------------ |
| Afrika Cup              | 1               | 1           | 0      | 0            | 1 − 0                    |
| Afrika Cup-kwalificatie | 2               | 2           | 0      | 0            | 3 − 0                    |
| Afrikaanse Spelen       | 1               | 1           | 0      | 0            | 1 − 0                    |
| Vriendschappelijk       | 1               | 0           | 1      | 0            | 0 − 0                    |
| Totaal                  | 5               | 4           | 1      | 0            | 5 − 0                    |

## Details

### Derde ontmoeting
| Vriendschappelijk (Manzini, Swaziland, 5 januari 2010): |       |        |
| Ghana                                                   | 0 – 0 | Malawi |
|                                                         | goals |        |

GFA · A-internationals · Selecties ·  Bondscoaches · Ghanees vrouwenelftal · Ghana U21 · Ghana U20 · Ghana U19 · Ghana U18 · Ghana U17
1950 – 1959 ·
1960 – 1969 ·
1970 – 1979 ·
1980 – 1989 ·
1990 – 1999 ·
2000 – 2009 ·
2010 – 2019 ·
2020 − 2029
WK 2006 ·
WK 2010 · 
WK 2014
OS 1964 · 
OS 1968 · 
OS 1972 · 
OS 1976 · 
OS 1992 · 
OS 1996 ·
OS 2004
1950 · 
1951 · 
1952 · 
1953 · 
1954 · 
1955 · 
1956 · 
1957 · 
1958 · 
1959 · 
1960 · 
1961 · 
1962 · 
1963 · 
1964 · 
1965 · 
1966 · 
1967 · 
1968 · 
1969 · 
1970 · 
1971 · 
1972 · 
1973 · 
1974 · 
1975 · 
1976 · 
1977 · 
1978 · 
1979 · 
1980 · 
1981 · 
1982 · 
1983 · 
1984 · 
1985 · 
1986 · 
1987 · 
1988 · 
1989 · 
1990 · 
1991 · 
1992 · 
1993 · 
1994 · 
1995 · 
1996 · 
1997 · 
1998 · 
1999 · 
2000 · 
2001 · 
2002 · 
2003 · 
2004 · 
2005 · 
2006 · 
2007 · 
2008 · 
2009 · 
2010 · 
2011 · 
2012 · 
2013 ·
2014 ·
2015 ·
2016 ·
2017 ·
2018 ·
2019 ·
2020 ·
2021 ·
2022 ·
2023
Algerije ·
Angola ·
Argentinië ·
Australië ·
Benin ·
Bosnië en Herzegovina ·
Botswana ·
Brazilië ·
Burkina Faso ·
Burundi ·
Canada ·
Centraal-Afrikaanse Republiek ·
Chili ·
China ·
Comoren ·
Congo-Brazzaville ·
Congo-Kinshasa ·
Cuba ·
DDR ·
Denemarken ·
Duitsland ·
Egypte ·
Engeland ·
Equatoriaal-Guinea ·
Eritrea ·
Ethiopië ·
Gabon ·
Gambia ·
Griekenland ·
Guinee ·
Guinee-Bissau ·
IJsland ·
India ·
Indonesië ·
Irak ·
Iran ·
Italië ·
Ivoorkust ·
Jamaica ·
Japan ·
Joegoslavië ·
Kaapverdië ·
Kameroen ·
Kenia ·
Lesotho ·
Letland ·
Liberia ·
Libië ·
Madagaskar ·
Malawi ·
Maleisië ·
Mali ·
Marokko ·
Mauritius ·
Mexico ·
Montenegro · 
Mozambique ·
Namibië ·
Nederland ·
Nicaragua ·
Nieuw-Zeeland ·
Niger ·
Nigeria ·
Noorwegen ·
Oeganda ·
Oostenrijk ·
Portugal ·
Qatar ·
Rusland ·
Rwanda ·
Saoedi-Arabië ·
Sao Tomé en Principe ·
Senegal ·
Servië ·
Sierra Leone ·
Singapore ·
Slovenië ·
Soedan ·
Somalië ·
Swaziland ·
Tanzania ·
Thailand ·
Togo ·
Tsjaad ·
Tsjechië ·
Tunesië ·
Turkije ·
Uruguay ·
Verenigde Staten ·
Zambia ·
Zimbabwe ·
Zuid-Afrika ·
Zuid-Korea ·
Zwitserland
Brazilië (2006) · 
Duitsland (2014) ·
Italië (2006) · 
Ivoorkust (2015) · 
Portugal (2014) ·
Servië (2010) · 
Tsjechië (2006) · 
Verenigde Staten (2006) · 
Verenigde Staten (2014)
FAM · 
Bondscoaches · 
Topscorers · 
Malawisch vrouwenelftal
1962 - 1969 · 
1970 - 1979 · 
1980 - 1989 · 
1990 - 1999 · 
2000 – 2009 · 
2010 – 2019 ·
2020 − 2029
Algerije ·
Angola ·
Bangladesh ·
Benin ·
Botswana ·
Burkina Faso ·
Burundi ·
Comoren ·
Congo-Brazzaville ·
Congo-Kinshasa ·
Djibouti ·
Egypte ·
Equatoriaal-Guinea ·
Eritrea ·
Ethiopië ·
Gabon ·
Ghana ·
Guinee ·
Ivoorkust ·
Jemen ·
Kameroen ·
Kenia ·
Lesotho ·
Liberia ·
Libië ·
Madagaskar ·
Mali ·
Marokko ·
Mauritius ·
Mozambique ·
Namibië ·
Nigeria ·
Oeganda ·
Rwanda ·
Sao Tomé en Principe ·
Senegal ·
Seychellen ·
Sierra Leone ·
Soedan ·
Somalië ·
Swaziland ·
Tanzania ·
Togo ·
Tsjaad ·
Tunesië ·
Zambia ·
Zimbabwe ·
Zuid-Afrika ·
Zuid-Soedan